# Belmont, Pennsylvania
Belmont är en ort i Cambria County i delstaten Pennsylvania, USA.